# Rio Ocreza
O rio Ocreza, também por vezes referido como ribeira de Ocreza é um rio português que nasce perto da localidade de Casal da Serra na freguesia de São Vicente da Beira, serra da Gardunha a 1160 m de altitude, a Oeste de Castelo Novo e desagua no rio Tejo, a jusante da barragem de Fratel, a 12 quilómetros de Fratel, servindo de fronteira entre esta freguesia do município de Vila Velha de Ródão e a freguesia de Envendos, de Mação. 
É um rio periódico, com diversas ribeiras como afluentes, destacando-se as ribeira da Senhora da Orada, ribeira da Líria, ribeira da Pracana, ribeira do Alvito e ribeira da Sarzedinha.
Tem um percurso de cerca de 64 km e uma área de bacia cm 1422 Km².
No Ocreza há diversas barragens: Salles Viana (cota 800 m, antiga Barragem do Penedo Redondo), Santa Águeda (Marateca) (385 m) e Barragem da Pracana (114 m), esta última para aproveitamento hidroeléctrico.
A Ponte Ferroviária do Ocreza é uma ponte da Linha da Beira Baixa sobre o rio Ocreza, em Portugal.

## Gravuras rupestres no vale do Ocreza
A primeira gravura paleolítica encontrada no vale do Ocreza, em Mação, deu-se em 2000 com a descoberta de uma gravura rupestre paleolítica com mais de 20 mil anos numa das margens do rio – um cavalo sem cabeça -, a primeira encontrada abaixo do Côa e na área do complexo de arte rupestre do Vale do Tejo.
Poucos meses depois da descoberta do ‘cavalo do Ocreza’, arqueólogos portugueses e internacionais referenciavam mais de 100 gravuras no vale do rio, comparáveis com as gravuras das fases antigas do Vale do Côa e Escoural, tendo as mesmas originado uma dinâmica turística, através de visitas guiadas, e um trabalho continuado de investigação por parte dos responsáveis do Museu de Arte Pré-Histórica e do Sagrado do Vale do Tejo, de Mação.
Em 2021 foi descoberto um painel com vários animais, incluindo um auroque, em 2023, de novo um auroque. Em 2024, uma gravura com mais de 20 mil anos, que representa um cavalo, foi descoberta no no sítio arqueológico, sendo o segundo cavalo representado sem cabeça ali encontrado.